# Simplaleurodes hemisphaerica
Simplaleurodes hemisphaerica là một loài côn trùng cánh nửa trong họ Aleyrodidae, phân họ Aleyrodinae.
Simplaleurodes hemisphaerica được Goux miêu tả khoa học đầu tiên năm 1945.